# Les Haies
 (décembre 2011).
Si vous disposez d'ouvrages ou d'articles de référence ou si vous connaissez des sites web de qualité traitant du thème abordé ici, merci de compléter l'article en donnant les références utiles à sa vérifiabilité et en les liant à la section « Notes et références ».
Pour les articles homonymes, voir Haie.
Les Haies sont une commune française située dans le département du Rhône, en région Auvergne-Rhône-Alpes.

## Toponymie
Haise, Haize, Aisse, Hese, Heze : barrière, clôture faite avec des branches entrelacées et servant à fermer les cours des métairies, les jardins, les chemins particuliers.

## Géographie
Le village, dont les habitants sont appelés les Hayards, se situe à environ 38 km au sud de Lyon. Il est bâti sur le plateau au-dessus de la vallée du Rhône, au pied du mont Monnet, dans le parc naturel régional du Pilat. Le village se prête à des activités telles que le VTT, la randonnée pédestre ou équestre.
Il possède également de nombreuses fermes où est produit la rigotte de Condrieu, fromage protégé par une AOC depuis 2009.

### Communes limitrophes
Les communes limitrophes sont Échalas, Trèves, Tupin-et-Semons, Ampuis, Condrieu, Loire-sur-Rhône et Longes.

### Climat
Pour des articles plus généraux, voir Climat d'Auvergne-Rhône-Alpes et Climat du Rhône.
En 2010, le climat de la commune est de type climat océanique dégradé des plaines du Centre et du Nord, selon une étude du Centre national de la recherche scientifique s'appuyant sur une série de données couvrant la période 1971-2000. En 2020, Météo-France publie une typologie des climats de la France métropolitaine dans laquelle la commune est dans une zone de transition entre le climat semi-continental et le climat de montagne et est dans la région climatique  Nord-est du Massif Central, caractérisée par une pluviométrie annuelle de 800 à 1 200 mm, bien répartie dans l’année. 
Pour la période 1971-2000, la température annuelle moyenne est de 11,1 °C, avec une amplitude thermique annuelle de 17,4 °C. Le cumul annuel moyen de précipitations est de 835 mm, avec 9,2 jours de précipitations en janvier et 6,4 jours en juillet. Pour la période 1991-2020, la température moyenne annuelle observée sur la station météorologique de Météo-France la plus proche, « Reventin », sur la commune de Reventin-Vaugris à 8 km à vol d'oiseau, est de 12,9 °C et le cumul annuel moyen de précipitations est de 775,7 mm,. Pour l'avenir, les paramètres climatiques de la commune estimés pour 2050 selon différents scénarios d'émission de gaz à effet de serre sont consultables sur un site dédié publié par Météo-France en novembre 2022.

## Urbanisme

### Typologie
Au 1er janvier 2024, Les Haies sont catégorisées commune rurale à habitat dispersé, selon la nouvelle grille communale de densité à sept niveaux définie par l'Insee en 2022.
Elle est située hors unité urbaine. Par ailleurs la commune fait partie de l'aire d'attraction de Lyon, dont elle est une commune de la couronne,. Cette aire, qui regroupe 397 communes, est catégorisée dans les aires de 700 000 habitants ou plus (hors Paris),.

### Occupation des sols
L'occupation des sols de la commune, telle qu'elle ressort de la base de données européenne d’occupation biophysique des sols Corine Land Cover (CLC), est marquée par l'importance des territoires agricoles (69,6 % en 2018), en diminution par rapport à 1990 (71,3 %). La répartition détaillée en 2018 est la suivante : 
zones agricoles hétérogènes (33,6 %), forêts (26,7 %), terres arables (21,3 %), prairies (14,7 %), zones urbanisées (2 %), milieux à végétation arbustive et/ou herbacée (1,7 %). L'évolution de l’occupation des sols de la commune et de ses infrastructures peut être observée sur les différentes représentations cartographiques du territoire : la carte de Cassini (XVIIIe siècle), la carte d'état-major (1820-1866) et les cartes ou photos aériennes de l'IGN pour la période actuelle (1950 à aujourd'hui).

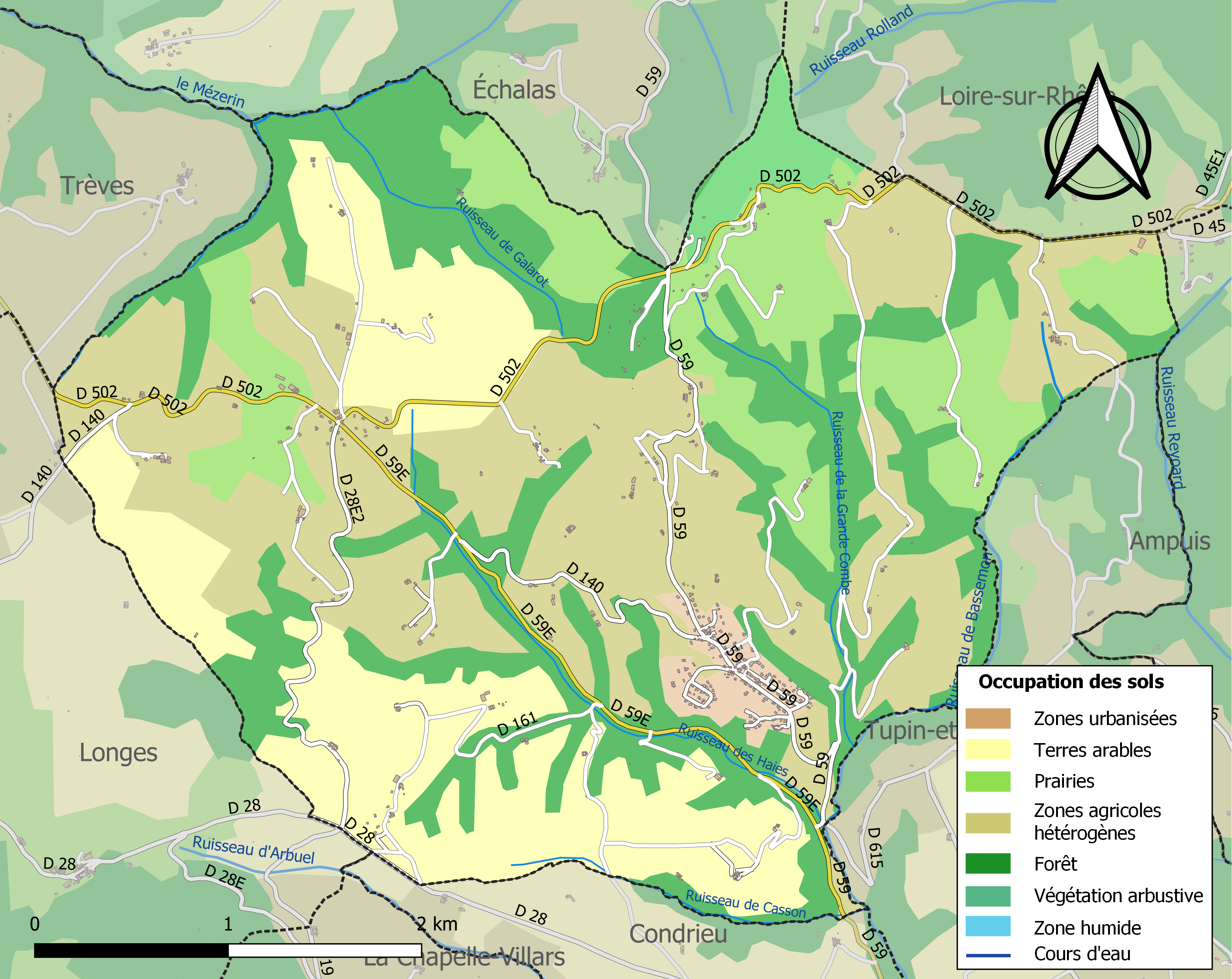
Carte des infrastructures et de l'occupation des sols de la commune en 2018 (CLC).

## Politique et administration
| Période                                  | Période  | Identité                  | Étiquette | Qualité                                               |
| ---------------------------------------- | -------- | ------------------------- | --------- | ----------------------------------------------------- |
| 1790                                     | 1792     | Estienne Bernard Balas    |           |                                                       |
| 1792                                     | 1795     | Jean-Claude Hemain        |           |                                                       |
| 1795                                     | 1796     | Jean Poulat               |           |                                                       |
| 1796                                     | 1798     | Jean-Claude Hemain        |           |                                                       |
| 1798                                     | 1800     | Antoine Thonnérieux       |           |                                                       |
| 1800                                     | 1839     | Jean-Claude Balas         |           |                                                       |
| 1839                                     | 1870     | Jean Paret                |           |                                                       |
| 1870                                     | 1871     | Claude Félix Paret        |           |                                                       |
| 1871                                     | 1878     | Jean Paret                |           |                                                       |
| 1878                                     | 1891     | Louis Balas               |           |                                                       |
| 1891                                     | 1904     | Jean Paret                |           |                                                       |
| 1904                                     | 1908     | Jacques-Étienne Plasson   |           |                                                       |
| 1908                                     | 1919     | Claude Brun               |           |                                                       |
| 1919                                     | 1927     | François Grenouiller      |           |                                                       |
| 1929                                     | 1935     | Jean-Pierre Eugène Foison |           |                                                       |
| 1935                                     | 1950     | Léonard Journoud          |           |                                                       |
| 1950                                     | 1950     | Étienne Poulat            |           |                                                       |
| 1950                                     | 1977     | Jules Gelas               | SE        | Agriculteur                                           |
| 1977                                     | 1990     | Maurice Gelas             | SE        | Fonctionnaire                                         |
| 1990                                     | 2014     | Albert Marin              | PS        | Maçon                                                 |
| 2014                                     | 2020     | Laurence Lemaître         |           | Déléguée Générale Association des Centraliens de Lyon |
| 2020                                     | en cours | Thierry Sallandre         | SE        | Chef d'entreprise                                     |
| Les données manquantes sont à compléter. |          |                           |           |                                                       |

## Population et société

### Démographie
L'évolution du nombre d'habitants est connue à travers les recensements de la population effectués dans la commune depuis 1793. Pour les communes de moins de 10 000 habitants, une enquête de recensement portant sur toute la population est réalisée tous les cinq ans, les populations de référence des années intermédiaires étant quant à elles estimées par interpolation ou extrapolation. Pour la commune, le premier recensement exhaustif entrant dans le cadre du nouveau dispositif a été réalisé en 2007.

En 2022, la commune comptait 739 habitants, en évolution de −6,57 % par rapport à 2016 (Rhône : +3,93 %, France hors Mayotte : +2,11 %).
| 1793 | 1800 | 1806 | 1821 | 1831 | 1836 | 1841 | 1846 | 1851 |
| ---- | ---- | ---- | ---- | ---- | ---- | ---- | ---- | ---- |
| 385  | 304  | 402  | 371  | 396  | 382  | 363  | 380  | 431  |

| 1856 | 1861 | 1866 | 1872 | 1876 | 1881 | 1886 | 1891 | 1896 |
| ---- | ---- | ---- | ---- | ---- | ---- | ---- | ---- | ---- |
| 464  | 445  | 428  | 452  | 461  | 422  | 426  | 448  | 431  |

| 1901 | 1906 | 1911 | 1921 | 1926 | 1931 | 1936 | 1946 | 1954 |
| ---- | ---- | ---- | ---- | ---- | ---- | ---- | ---- | ---- |
| 412  | 433  | 422  | 362  | 347  | 366  | 351  | 363  | 378  |

| 1962 | 1968 | 1975 | 1982 | 1990 | 1999 | 2006 | 2007 | 2012 |
| ---- | ---- | ---- | ---- | ---- | ---- | ---- | ---- | ---- |
| 376  | 373  | 376  | 501  | 594  | 608  | 712  | 727  | 792  |

| 2017 | 2022 | - | - | - | - | - | - | - |
| ---- | ---- | - | - | - | - | - | - | - |
| 785  | 739  | - | - | - | - | - | - | - |

## Culture locale et patrimoine

### Lieux et monuments
- Église Saint-Laurent, du XVe siècle avec des parties plus récentes, au centre du village. Elle dépend de la paroisse Bienheureux Frédéric Ozanam au pays de Condrieu de l'archidiocèse de Lyon[17]
- Col de la Croix Régis.

### Espaces verts et fleurissement
En 2014, la commune obtient le niveau « deux fleurs » au concours des villes et villages fleuris.

### Généalogie
- L'association Les Généalogistes de la Vallée du Gier ou Geneagier a numérisé les registres et les publie (1609-1896) sur son site Internet.